# Wessbergsbjörnbär
Wessbergsbjörnbär (Rubus wessbergii) är en rosväxtart som beskrevs av Anfred Pedersen och H.O. Martensen. Enligt Catalogue of Life ingår Wessbergsbjörnbär i släktet rubusar och familjen rosväxter, men enligt Dyntaxa är tillhörigheten istället släktet rubusar och familjen rosväxter. Arten har ej påträffats i Sverige. Inga underarter finns listade i Catalogue of Life.